# Калан (Ланд)
Калан (фр. Callen) насеље је и општина у југозападној Француској у региону Аквитанија, у департману Ланд која припада префектури Мон де Марсан.
По подацима из 2011. године у општини је живело 144 становника, а густина насељености је износила 1,64 становника/km². Општина се простире на површини од 87,86 km². Налази се на средњој надморској висини од 89 метара (максималној 119 m, а минималној 65 m).

## Демографија
| 1962. | 1968. | 1975. | 1982. | 1990. | 1999. | 2011. |
| ----- | ----- | ----- | ----- | ----- | ----- | ----- |
| 67    | 140   | 129   | 136   | 143   | 149   | 144   |

График промене броја становника у току последњих година